# Fabio Leimer
Fabio Leimer (Rothrist, Svájc, 1989. április 17. –) svájci autóversenyző, jelenleg a Manor F1 Team tesztpilótája.

## Pályafutása

### Gokart
Mint sok pilóta Leimer is gokartozással kezdte meg karrierjét.
2003-ban megnyerte a svájci junior bajnokságot.

### Formula BMW
2006-ban formaautós karrierjét a német formula BMW-ben kezdte, a Rosberg csapatban.

### Formula Renault
A következő évben Leimer először a Formula 2.0-ban csatlakozott a Jenzel Motorsportnál.

## Eredményei

### Teljes GP2-es eredménysorozata
| Év   | Csapat                  | 1          | 2          | 3          | 4           | 5          | 6          | 7          | 8          | 9          | 10         | 11          | 12         | 13         | 14         | 15         | 16         | 17         | 18         | 19         | 20         | 21        | 22        | 23        | 24        | Helyezés | Pont |
| ---- | ----------------------- | ---------- | ---------- | ---------- | ----------- | ---------- | ---------- | ---------- | ---------- | ---------- | ---------- | ----------- | ---------- | ---------- | ---------- | ---------- | ---------- | ---------- | ---------- | ---------- | ---------- | --------- | --------- | --------- | --------- | -------- | ---- |
| 2010 | Ocean Racing Technology | ESP FEA 8  | ESP SPR 1  | MON FEA Ki | MON SPR 17  | TUR FEA 13 | TUR SPR 15 | VAL FEA Ki | VAL SPR Ki | GBR FEA 17 | GBR SPR 13 | GER FEA 21  | GER SPR Ki | HUN FEA Ki | HUN SPR 11 | BEL FEA 12 | BEL SPR Ki | ITA FEA Ki | ITA SPR Ni | UAE FEA Ki | UAE SPR 15 |           |           |           |           | 19.      | 8    |
| 2011 | Rapax                   | TUR FEA Ki | TUR SPR 20 | ESP FEA 8  | ESP SPR 1   | MON FEA 9  | MON SPR 7  | VAL FEA Ki | VAL SPR 14 | GBR FEA 15 | GBR SPR 11 | GER FEA Kiz | GER SPR 8  | HUN FEA 11 | HUN SPR 11 | BEL FEA Ki | BEL SPR Ki | ITA FEA 7  | ITA SPR 2  |            |            |           |           |           |           | 14.      | 15   |
| 2012 | Racing Engineering      | MAL FEA 4  | MAL SPR 6  | BHR1 FEA 7 | BHR1 SPR 12 | BHR2 FEA 2 | BHR2 SPR 8 | ESP FEA 12 | ESP SPR 11 | MON FEA 18 | MON SPR Ki | VAL FEA 4   | VAL SPR 3  | GBR FEA 14 | GBR SPR 9  | GER FEA 2  | GER SPR 4  | HUN FEA 9  | HUN SPR 14 | BEL FEA Ki | BEL SPR 5  | ITA FEA 5 | ITA SPR 2 | SIN FEA 3 | SIN SPR 3 | 7.       | 152  |
| 2013 | Racing Engineering      | MAL FEA 1  | MAL SPR 12 | BHR FEA 1  | BHR SPR 9   | ESP FEA 18 | ESP SPR 9  | MON FEA Ki | MON SPR 13 | GBR FEA 4  | GBR SPR 15 | GER FEA 4   | GER SPR 3  | HUN FEA 4  | HUN SPR 3  | BEL FEA 4  | BEL SPR 5  | ITA FEA 1  | ITA SPR 6  | SIN FEA 5  | SIN SPR 3  | UAE FEA 4 | UAE SPR 3 |           |           | 1.       | 201  |

### Teljes GP2 Asia Series eredménylistája
| Év      | Csapat                  | 1           | 2           | 3           | 4           | 5           | 6           | 7           | 8           | Helyezés | Pont |
| ------- | ----------------------- | ----------- | ----------- | ----------- | ----------- | ----------- | ----------- | ----------- | ----------- | -------- | ---- |
| 2009–10 | Ocean Racing Technology | UAE1 FEA 17 | UAE1 SPR Ki | UAE2 FEA Ki | UAE2 SPR Ki | BHR1 FEA 20 | BHR1 SPR 15 | BHR2 FEA Ki | BHR2 SPR Ni | 31.      | 0    |
| 2011    | Rapax                   | UAE FEA 10  | UAE SPR 6   | ITA FEA 6   | ITA SPR 2   |             |             |             |             | 5.       | 9    |

### Teljes FIA World Endurance Championship eredménysorozata
| Év   | Csapat           | Osztály | Kasztni     | Motor                    | 1      | 2      | 3      | 4      | 5      | 6     | 7     | 8     | Helyezés | Pont |
| ---- | ---------------- | ------- | ----------- | ------------------------ | ------ | ------ | ------ | ------ | ------ | ----- | ----- | ----- | -------- | ---- |
| 2014 | Rebellion Racing | LMP1    | Lola B12/60 | Toyota (RV8KLM 3.4 L V8) | SIL Ki | SPA Ki | LMS Ki | COA Ki | FUJ 10 | SHA 8 | BHR 6 | SÃO 7 | 17.      | 19   |

### Le Mans-i 24 órás autóverseny
| Év   | Csapat           | Autó                   | Csapattárs        | Csapattárs      | Helyezés |
| ---- | ---------------- | ---------------------- | ----------------- | --------------- | -------- |
| 2014 | Rebellion Racing | Rebellion R-One-Toyota | Dominik Kraihamer | Andrea Belicchi | Kiesett  |

### Teljes Formula–1-es eredménysorozata
(Táblázat értelmezése)

(Félkövér: pole-pozícióból indult; dőlt: leggyorsabb kört futott) 

| Év   | Csapat         | 1   | 2   | 3   | 4   | 5   | 6   | 7   | 8   | 9   | 10     | 11  | 12  | 13  | 14  | 15  | 16  | 17  | 18  | 19  | Helyezés | Pont |
| ---- | -------------- | --- | --- | --- | --- | --- | --- | --- | --- | --- | ------ | --- | --- | --- | --- | --- | --- | --- | --- | --- | -------- | ---- |
| 2015 | Manor-Marussia | AUS | MAL | CHN | BHR | ESP | MON | CAN | AUT | GBR | HUN Tp | BEL | ITA | SIN | JPN | RUS | USA | MEX | BRA | UAE | –        | –    |

* A szezon jelenleg is zajlik.
† A versenyt nem fejezte be, de helyezését értékelték, mert a versenytáv több, mint 90%-át teljesítette.

### Teljes Formula E eredménylistája
| Év      | Csapat        | 1   | 2   | 3   | 4   | 5   | 6   | 7   | 8   | 9   | 10     | 11     | Helyezés | Pont |
| ------- | ------------- | --- | --- | --- | --- | --- | --- | --- | --- | --- | ------ | ------ | -------- | ---- |
| 2014-15 | Virgin Racing | BEI | PUT | PDE | BUE | MIA | LBH | MON | BER | MOS | LON 14 | LON Ki | 32.      | 0    |

* FanBoost